# Флорентийский музыкальный май

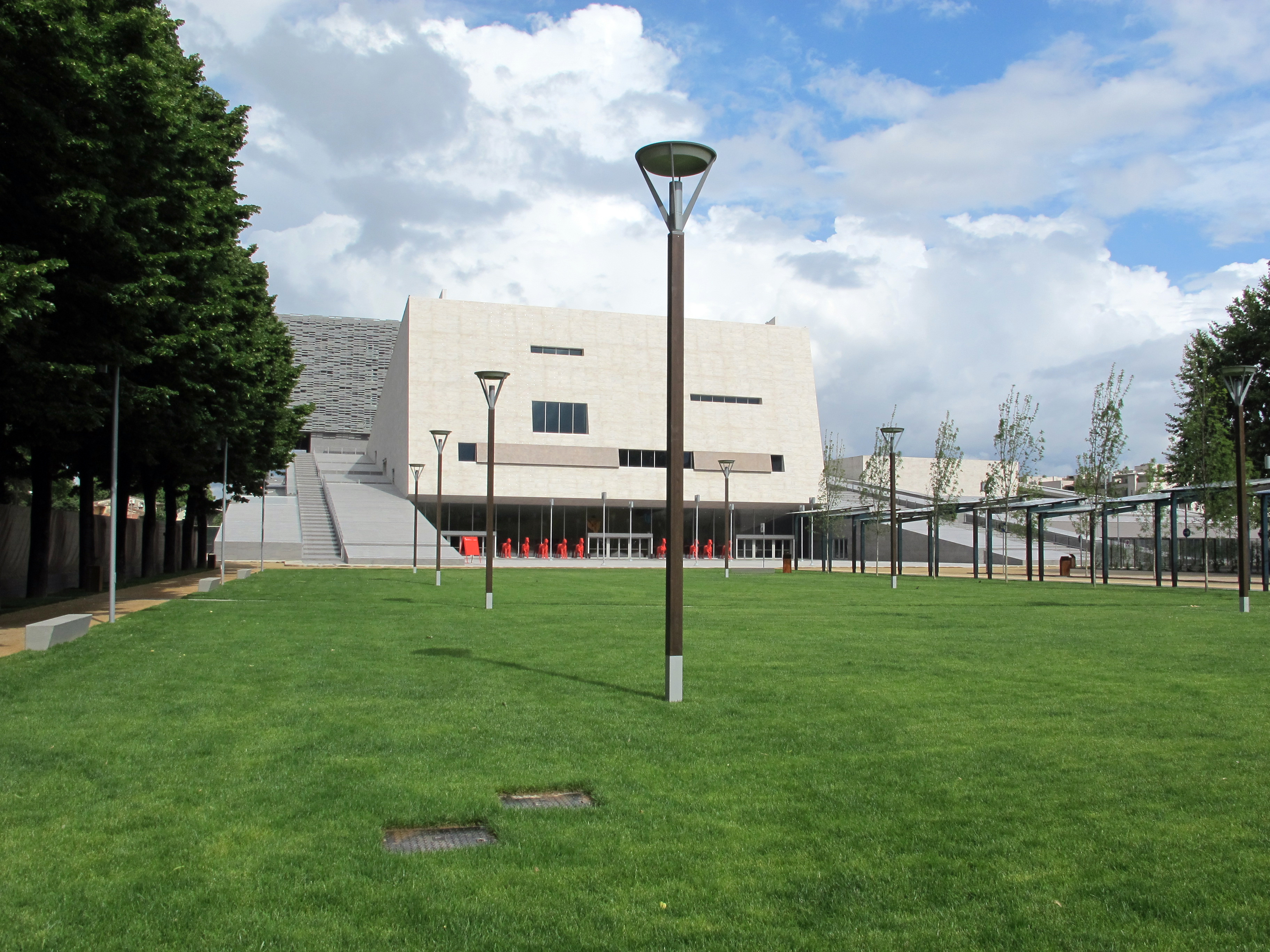
Театр «Флорентийского музыкального мая» на площади Витторио Гуи

«Флорентийский музыкальный май» (итал. Maggio Musicale Fiorentino) — международный фестиваль академической музыки, ежегодно проходящий во Флоренции. В рамках фестиваля демонстрируются оперы и балеты, проходят симфонические и сольные концерты. Это один из старейших международных музыкальных фестивалей мира и второй по возрасту в Италии (после фестиваля Пуччини). Располагает постоянным симфоническим оркестром и постоянным хором.
С момента своего основания в 1933 году до 1937 года проводился раз в два года, затем (за исключением периода Второй мировой войны) — ежегодно. 

## История
У истоков фестиваля стояли предприниматель Луиджи Ридольфи Вай да Верраццано и маэстро Витторио Гуи. Со стороны государства и фашистской партии поддержку начинания обеспечивал Алессандро Паволини. Первоначально каждый фестиваль предполагал три-четыре оперные постановки. В дальнейшем его рамки расширились и к операм прибавилась обширная программа, включающая симфонические и сольные концерты, балет и др. 

Первый фестиваль открылся 22 апреля 1933 года в Муниципальном театре с исполнения «Риголетто» при участии Гуи, Джины Чинья, Эбе Стиньяни, Карло Галеффи и Танкреди Пазеро. Через два дня была дана «Лукреция Борджиа», в постановке Джино Маринуцци (1882—1945) с Джанной Педерцини, Беньямино Джильи и Пазеро, а 4 мая исполнялась «Весталка» с Розой Понсель и Пазеро. Успех первых фестивалей привел к тому, что в 1937 году «Флорентийский май» стал ежегодным событием, предполагавшим постановку девяти опер. 

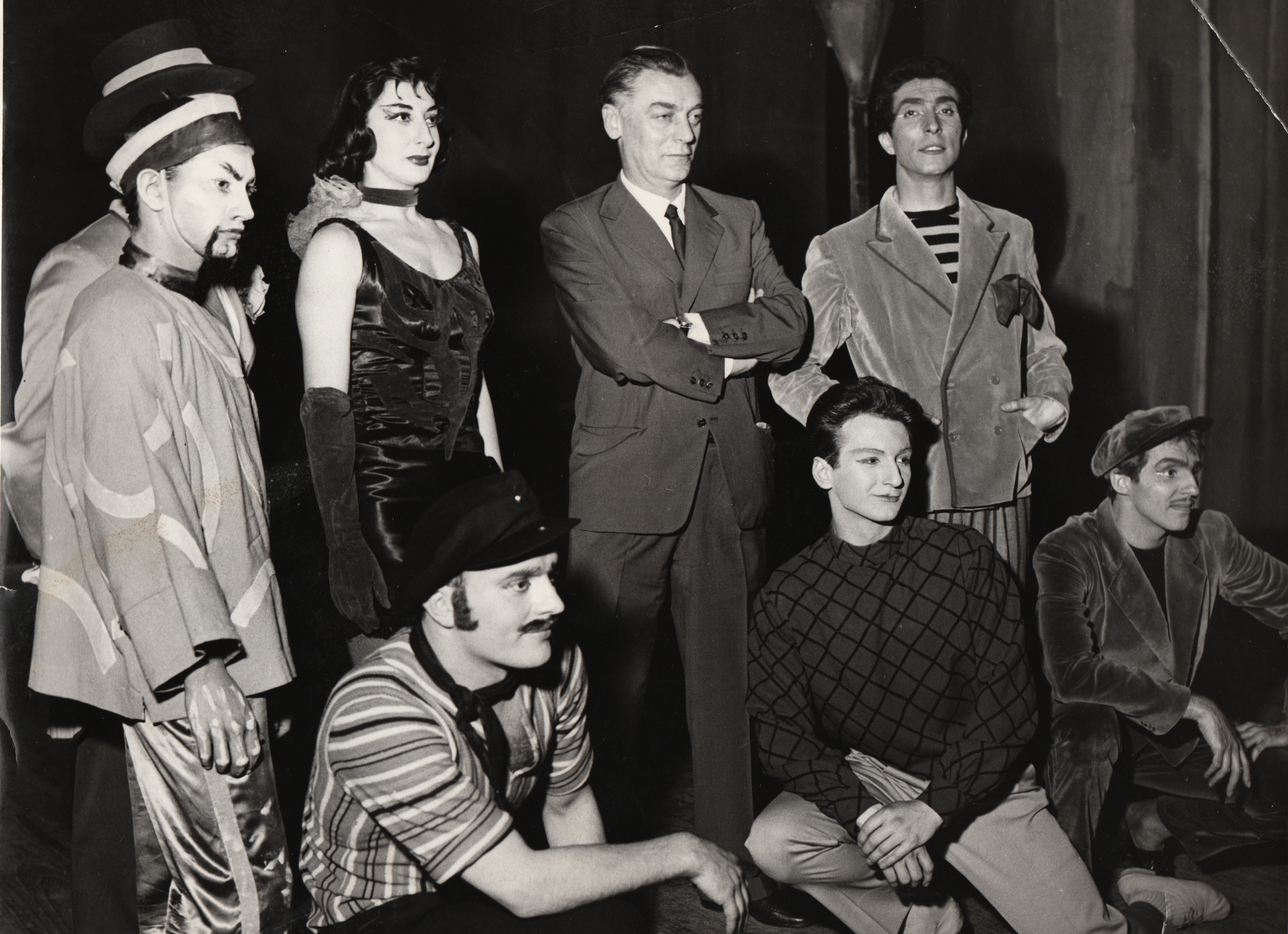
Аурель Милосс и его балетная труппа на фестивале 1958 года

Спектакли проходили в Муниципальном театре и его фойе («малый театр», или театро Пикколо), позднее также и в театре Пергола.  В 2011 году все мероприятия были перенесены на площадки городского культурного комплекса «Опера Флоренции» (итал. Opera di Firenze), пока в 2014 году для проведения фестиваля не был открыт современный театр «Флорентийского музыкального мая» .
В 2009 году из-за сокращения государственного финансирования две из четырёх опер («Билли Бадд» и «Макбет») были отменены.

## Художественное наследие
С самого начала «Музыкальный май» демонстрирует тесную взаимосвязь между перформативным масштабом и изобразительным искусством. Значимые художники, скульпторы и архитекторы участвуют в разработке декораций и костюмов, а также создают рисунки и модели, вдохновленные музыкой и сценариями. Работы, выполненные представителями итальянского и международного искусства первой половины XX века (напр., де Кирико, Казорати, Савинио, Северини, Сирони), хранятся в фестивальных архивах. 
Репродукции некоторых эскизов и костюмов, связанных с первыми десятилетиями фестивальной деятельности, выставлены на втором этаже Музея двадцатого века в разделе под названием «Флорентийский музыкальный май» (1933—1953). Зал также предлагает к прослушиванию некоторые песни экспериментальной программы фестиваля, относящиеся к тому же периоду.

## Руководители оркестра (музыкальные директора)
- Витторио Гуи (1928-1936)
- Марио Росси (1937-1946)
- Франческо Сичилиани (1948-1957)
- Бруно Бартолетти (1957-1964)
- Риккардо Мути (1969-1981)
- Зубин Мета (1985-2018), позднее пожизненный почётный директор
- Фабио Луизи (2018-2019)
- Даниэле Гатти (2022-2025)